# Cyrille Regis
Cyrille Regis (ur. 9 lutego 1958 w Maripasouli, zm. 14 stycznia 2018 w Birmingham) – angielski piłkarz występujący na pozycji napastnika.
W barwach West Bromwich Albion, Coventry City i Aston Villi rozegrał łącznie 527 spotkań i zdobył 143 bramki w rozgrywkach Division One oraz Premier League. Zadebiutował w Division One jako zawodnik West Bromwich Albion, 3 września 1977 w wygranym 2:1 meczu z Middlesbrough, w którym strzelił gola. W sezonie 1986/1987 zdobył Puchar Anglii z Coventry City.
W reprezentacji Anglii zadebiutował 23 lutego 1982 w wygranym 4:0 meczu British Home Championship z Irlandią Północna. W latach 1982–1987 w drużynie narodowej zagrał pięć razy.